# Ludvík Aškenazy
Ludvík Aškenazy (Český Těšín, 1921. február 24. – Bolzano, 1986. március 18.) cseh író és újságíró.

## Élete
Aškenazy 1921. február 24-én született Český Těšínben. Csehszlovákia német megszállása után családja Lengyelországba emigrált, és Stanisławówban (ma Ivano-Frankivszk, Ukrajna) élt, amelyet később a Szovjetunió annektált. Később Lembergbe költözött, hogy szláv filológiát tanuljon.
A második világháború alatt a Szovjetunióban a szovjet hadsereg cseh egységeinek katonája volt. Tagja volt a Csehszlovákiai Kommunista Pártnak. 1945 és 1950 között a Csehszlovák Állami Rádióban dolgozott, ezt követően pedig a kormány által jóváhagyott író lett.
Csehszlovákia 1968-as szovjet inváziója után száműzetésbe vonult, és 1976-ig Münchenben élt. 1976 és 1986 között az olaszországi Bolzano városában élt feleségével, Leonie Mannal, Heinrich Mann német író lányával. Két fia volt, Jindřich Mann, aki szintén író volt, és Ludwik Mann, aki számos könyvét illusztrálta.
Wo die Füchse Blockflöte spielen című könyvéért 1977-ben elnyerte a Deutscher Jugendliteraturpreis díjat, 1993-ban pedig ugyanerre a díjra jelölték Der Schlittschuhkarpfen című művéért.
Aškenazy 1986. március 18-án halt meg az olaszországi Bolzanóban, 65 éves korában. A csehországi Český Těšín városában évente fesztivállal ünneplik.

## Publikációk listája (részleges)
- Wo die Füchse Blockflöte spielen (1977)
- Der Schlittschuhkarpfen (1981)
- Du bist einmalig
- Blaubart und die Elefanten (1983)

### Magyarul megjelent
- Német kikelet (Nemecké jaro) – Magyar Könyvtár, Bratislava, 1952 · Fordította: Fendt Pál
- A lángszemű : történetek (Sto ohňu) – Magyar Kiadó, Bratislava, 1954 · Fordította: Fendt Pál
- Emberke (Dětské etudy) – Szlovákiai Szépirodalmi, 1959 · Fordította: Palotai Erzsébet
- Indián nyár (Indiánské léto) – Szlovákiai Szépirodalmi, Budapest-Bratislava, 1959 · Fordította: Rácz Olivér
- Kutyaélet (elbeszélések) – Európa, Budapest, 1961 · Fordította: Bojtár Endre
- A vendég (Host) – Gondolat, Budapest, 1962 · Fordította:     Donáth Margit
- Az ellopott hold (Ukradený mesíc) – Kozmosz Könyvek, Budapest, 1965 · Fordította: Csulák Mihály · Illusztrálta: Helena Zmatliková(wd)
- Emberek és emberkék (elbeszélések) – Európa, Budapest, 1965 · Fordította: Zádor András

## Filmek
- 1953: Můj přítel Fabian – rendező: Jiří Weiss
- 1957: Tam na konečné – rendező: Ján Kadár, Elmar Klos(wd)
- 1959: Májové hvězdy – rendező: Sztanyiszlav Rosztockij(wd)
- 1964: Křik – rendező: Jaromil Jireš(wd) (forgatókönyv)
- 1972: Galgentoni – (forgatókönyv, Egon Erwin Kisch nyomán)
- 1974: Tatort – 3:0 for Veigl (színész)

## Fordítás
- Ez a szócikk részben vagy egészben  a   Ludvík Aškenazy című angol Wikipédia-szócikk fordításán alapul.  Az eredeti cikk szerkesztőit annak laptörténete sorolja fel. Ez a jelzés csupán a megfogalmazás eredetét és a szerzői jogokat jelzi, nem szolgál a cikkben szereplő információk forrásmegjelöléseként.